# Малые Конданы
Малые Конданы (тат. Кундан) — деревня в Вагайском районе Тюменской области России. Входит в состав сельского поселения Птицкое.

## География
Село находится на берегу реки Ашлык примерно в 48 км от Вагая. Автобусное сообщение.

## Население
| 2010 |
| ---- |
| 89   |